# Adrian Copilul Minune
Adrian Copilul Minune, właśc. Adrian Simionescu (ur. 24 września 1974 w Bukareszcie) – jeden z najpopularniejszych rumuńskich piosenkarzy manele, zwany niekiedy Królem Manele. Występuje również pod pseudonimem artystycznym Adi de Vito.
Cieszący się sławą i uznaniem w środowisku manele, Adrian Copilul Minune jest autorem licznych przebojów, w tym wielu nagranych wraz z innymi wykonawcami tego gatunku takimi jak: Stana Izbașa (interpretacja popularnego w byłej Jugosławii utworu Lepy Brena Čik Pogodi), Carmen Șerban, Nicolae Guță czy Costi Ioniță (dwie głośne płyty Fara Concurenta i Autoconcurenta). Jest powszechnie uważany za jednego z najbardziej utalentowanych wokalistów manele.
Wystąpił w filmach Gadjo dilo (1997) Tony’ego Gatlifa oraz w Furii (2002) Radu Munteana.

## Największe przeboje
- Diskoteka boom
- Cristina
- Așa sunt zilele mele
- Sexy, sexy
- Hopa-i diri diri
- Zi de zi
- Plecat departe
- Jumătate tu, jumătate eu